# Karen Dicker
Pour les articles homonymes, voir Dicker.
Karen Dicker est une actrice américaine née le 22 décembre 1947 à Los Angeles.

## Biographie
Karen Dicker est née en 1947, elle débute dans les années 50 comme enfant acteur. Elle a été mariée à Steven Kallman d'avril 1970 à mars 1979. Elle se remarie à Steven C. Sarott en 1997.

## Filmographie
- 1959 : Mirage de la vie (Imitation of Life)
- 1959 : This Man Dawson
- 1960 : Cet homme est un requin